# زبرموسپران
زبرموسپران(نام علمی: Chaetothyriaceae) نام یک تیره از راسته زبرموسپرسانان است.